# 水無神社 (関市)
水無神社（すいむじんじゃ）は、岐阜県関市富之保に鎮座する神社。

## 祭神
高照光姫神（たかてるひめのかみ）を主祭神とし、大年神を配祀する。

## 由緒
縁起は詳らかではないが、社伝に奈良時代の宝亀5年（西暦775年）5月5日に飛騨国の水無神社より分霊を勧請して中之保宮本に奉遷し、その後慶長5年（1600年）4月に富之保岩山崎大森（現社務所の場所）に遷座、さらに江戸時代の延宝6年（1678年）正月に現在地に遷座したという。
国内神名帳の『美濃国神名記』に「正五位下 水無瀬明神」とあり、旧記書類数十巻を有していたが、明治維新の折に焼失、いわゆるお墨付きなるものは無いが近郷の大社として尾州家北方の守護神として篤く崇敬された。慶応3年（1867年）に白川伯家（神祇官の長官）より奉幣された折の大幣が現存する。
明治6年（1873年）に村社に列した。

## 祭祀
旧惣社にして古来より例祭には上之保、富之保、中之保三ヶ村が参集して神輿2基の神幸があり、古例のまま現在に至る。現在は富之保地区にて4月15日に近い日曜日に斎行され津保谷地域の大祭として近郷よりの人々で賑わう。

## 文化財
太刀（銘：助貞作上）変り塗魚子地葵家紋唐草図金具衛府太刀拵　関市指定文化財

## 交通
- 岐阜バス武儀倉口バス停下車 徒歩1分
- 東海環状自動車道富加関インターチェンジより約25分。